# Рогачов Євген Павлович
Рогачов Євген Павлович (нар. 25 квітня 1977 року, Київська область, Україна) — український поліцейський, керівник Головного управління Національної поліції в Полтавській області (з 03.12.2021)  . Генерал поліції 3-го рангу . 

## Життєпис
Народився 25 квітня 1977 року у Київській області.
1998 року закінчив Національну академію внутрішніх справ України.
Працював слідчим (1998-2004); заступник начальника (2004-2005) Києво-Святошинського районного відділу ГУМВС України в Київській області; заступник начальника (2005-2007) Білгород-Дністровського МВ УМВС України в Одеській області; заступник начальника (2008-2010) у територіальних підрозділах поліції Київської області та Києва; начальник (2011-2012) слідчого відділу, перший заступник начальника (2012-2013), виконувач обов’язків начальника (2013-2014) Подільського районного управління ГУМВС України в місті Києві; перший заступник начальника (2014-2015) Солом’янського районного управління ГУМВС України в місті Києві.
2015-2018 роки працював у Головному слідчому управлінні Національної поліції України; заступник начальника (2018-2019) слідчого управління ГУНП в Одеській області; заступник начальника (2019-2021) ГУНП в Черкаській області
З 03 грудня 2021 року – начальник Головного управління Національної поліції в Полтавській області .

## Російсько-українська війна (з 2014)
Лютий-квітень 2022 року – координував дії учасників «руху опору» на території Зіньківської та Гадяцької територіальних громад Полтавщини, сформованого з місцевих депутатів, старост округів, мисливців, аграріїв, добровольців та поліцейських . 
Героїчний спротив місцевих жителів, представників влади та сил оборони отримав народну назву «Гадяцьке сафарі» . Завдяки злагодженим діям патріотів було знищено близько 20 одиниць важкої техніки ворога, а також знешкоджено чимало російських окупантів. Справні танки, бойові машини та вантажні автомобілі місцеві захисники передавали на потреби Сил оборони. Транспортували важку техніку тракторами аграрних підприємств .
Вересень-жовтень 2022 року – очолював зведений загін поліцейських Полтавщини, відряджених для забезпечення стабілізаційних заходів на деокупованих територіях Харківської області (Куп’янськ, Куп’янськ-Вузловий, Шевченкове та інші) .

## Державні та відомчі нагороди (перелік не вичерпний)
•	відзнака Президента (2016) – «За участь в Антитерористичній операції»;
•	відзнаки МВС України: «За відзнаку в службі» ІІ ступеня та ІІІ ступеня (2005), І ступеня (2009),  «Почесний знак МВС України» (2010), «Вогнепальна зброя» (2021).